# Asygyna huberi
Asygyna huberi là một loài nhện trong họ Theridiidae.
Loài này thuộc chi Asygyna. Asygyna huberi được miêu tả năm 2006 bởi Agnarsson.